# Ituango
Ituango è un comune della Colombia facente parte del dipartimento di Antioquia.
Il centro abitato venne fondato da Andrés de Valdivia nel 1844, mentre l'istituzione del comune è del 1847.